# ريم بنا
ريم جميل بنا (6 ديسمبر 1966 - 24 مارس 2018) مغنية وملحنة فلسطينية، كما أنها موزعة موسيقية وناشطة، وُلدت بمدينة الناصرة عاصمة الجليل، وتوفيت في 24 مارس 2018 بمدينة الناصرة، بعد صراع طويل مع مرض السرطان، هي ابنة الشاعرة الفلسطينية زهيرة صباغ، درست الموسيقى والغناء في المعهد العالي للموسيقى في موسكو، وتخرجت عام 1991 بعد 6 سنوات أكاديمية درست خلالها الغناء الحديث وقيادة المجموعات الموسيقية، لها عدة ألبومات موسيقية يطغى عليها الطابع الوطني، كما أنّ لها عدة ألبومات أغاني للأطفال، ولها العديد من المشاركات في احتفاليّات ونشاطات عالمية لنصرة حقوق الإنسان. يتميز أسلوبها الموسيقي بدمج التهاليل الفلسطينية التراثية بالموسيقى العصرية.

## بداية حياتها
أحبت ريم الغناء منذ أن كانت صغيرة، واشتركت في العديد من المناسبات الفنية منها مهرجان ذكرى يوم الأرض في 30 من مارس/آذار وغيرها من المناسبات الوطنية والسياسية. كما شاركت في الاحتفالات التي كانت تقيمها مدرستها -المدرسة المعمدانية- بالناصرة.
بدأت ريم حياتها الفنية عندما كانت في العاشرة من عمرها. درست الموسيقى والغناء في المعهد العالي للموسيقى (Gnesins) في موسكو. وتخصصت في الغناء الحديث وقيادة مجموعات غنائية. أنهت ريم دراستها الأكاديمية التي كانت مدتها 6 سنوات، وتخرجت عام 1991. أثناء هذه المدة أصدرت ريم ألبومين من الغناء الحي وهما: جفرا، ودموعك يا أمي.
عام 1991 تزوجت ريم الموسيقي الأوكراني ليونيد أليكسيانكو، الذي درس الموسيقى والغناء معها في المعهد العالي للموسيقى بموسكو حيث كانا يعملان معاً في مجال الموسيقى والتأليف. عاشا معا في الناصرة.
ولكن زواجهما لم يدم طويلاً وتطلقا في 2010. عاشت حتى آخر أيامها في مسقط رأسها مدينة الناصرة مع أطفالها الثلاث.

## فلسفتها الفنية

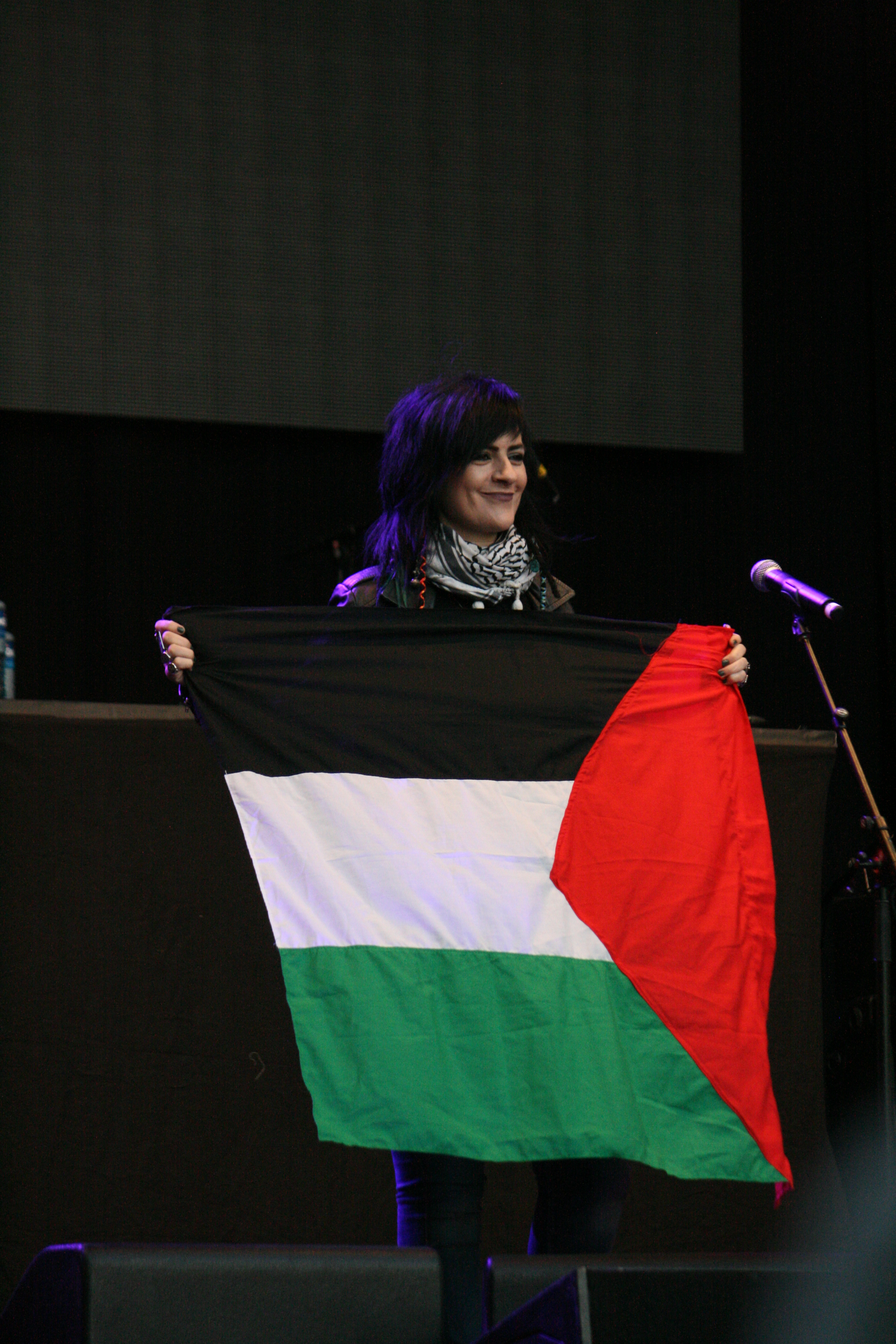
ريم بنا تغني من أجل غزة في مهرجان "ميلا" بأوسلو

تتصف أغاني ريم أولاً وقبل كل شيء بأنها فريدة من نوعها؛ ذلك أنها تؤلف معظم أغانيها، كما أن لديها طريقة موسيقية مميزة في التأليف والغناء. وكلمات أغانيها مستوحاة من وجدان الشعب الفلسطيني ومن تراثه وتاريخه وثقافته. أما الموسيقى والألحان نابعة من صلب القصيدة وروافدها ومن الإحساس بإيقاع الكلمة. ويأتي تمازج الكلمات والألحان معاً ليحملنا إلى ما وراء حدود فلسطين ليصل بنا إلى جميع أنحاء العالم. وتعبر أغاني ريم عن معاناة الشعب الفلسطيني وهواجسه كما تعبر عن وأفراحه وأحزانه وآماله.
ومن أبرز الأنماط الغنائيّة التي انفردت ريم بتقديمها، هي التهاليل التراثيّة الفلسطينيّة التي تميّزت بأدائها والتصقت باسمها.
أول ظهور لريم البنا في أوساط الشهرة كان في أوائل التسعينات عندما قامت بتسجيل نسختها الخاصة من أغاني الأطفال الفلسطينية التقليدية التي كادت أن تنساها الأذهان. العديد من الأغاني والأشعار مازالت العائلات الفلسطينية تغنيها اليوم بفضل مجهودات ريم في الحفاظ عليها من خلال إعادة تسجيلها.
وقامت ريم بغناء العديد من أغاني الأطفال التي قامت بكتابتها وتأليفها بنفسها، أصبحت هذه الأغاني محبوبة على نطاق واسع بين الأطفال خاصة عندما قامت بتقديمها في مهراجانات الأطفال مثل مهرجان نوار نيسان، ومهرجان فرح ومرح، ومهرجان شتاء أريحا، ومهرجان أطفال شهداء.
ريم بنا لا تؤلف فقط أغانيها الخاصة؛ بل أيضاً تلحن الأشعار الفلسطينية. ومن أمثال الشُعراء الذين قامت ريم بتلحين أشعارهم: توفيق زياد ومحمود درويش وسميح القاسم وزهيرة صباغ وسيدي هركاش. أما الألحان؛ فتقوم ريم وزوجها ليونيد بالمشاركة في تأليفها معاً بطريقة خلاقة وفريدة من نوعها.
وتُوصف موسيقاها بأنها «مؤثرة وعاطفية وتقترب أحياناً من الفن الهابط.»
أما هي فتصف موسيقاها بأنها وسيلةٌ للتعبير عن الذات الثقافية، فتقول:
جزءٌ من عملنا يتألف من جمع النصوص الفلسطينية التراثية الغير ملحنة، حفاظاً على هذه النصوص من الضياع. ثم نحاول تأليف موسيقى عصرية مستوحاة من الموسيقى الفلسطينية التُراثية لتتماشى مع هذه النصوص.
بهذه الطريقة تقوم ريم بنا بأكثر من مجرد محاكاة الطرق التقليدية وتقديمها للمقطوعات، حيث تقوم بمزجها مع أسلوب الغناء الحديث.
ولأن أسلوب الغناء الشرقي عادة ما يكون زخرفي، وهذا ما لا يتماشى مع صوت ريم الأكثر من ثنائي الأبعاد. فتقول: لهذا أحاول كتابة أغاني تتلائم مع صوتي. أريد خلق شيء جديد في كل صدد. وهذا يتطلب إحضار الناس إلى مكان أقرب من الموسيقى والروح الفلسطينية.
ولقد لعبت أغاني ريم دوراً مهماً في إنتاج العديد من الأفلام والمسلسلات وكذلك البرامج الوثائقية التي تناولت الانتفاضة الشعبية الفلسطينية بالعرض.
وتقدم ريم بحفلات حية في الضفة الغربية، وتصل إلى جمهورها في غزة، حيث تمنع إسرائيل مواطينيها المقيمين بها من الدخول.
قدمت ريم أولى حفلاتها في سوريا في الثامن من يناير/كانون الثاني 2009، كما قدمت حفلة في تونس في 28 من يوليو/تموز 2011، وأولى الحفلات التي قدمتها في بيروت كانت في 22 من مارس/آذار 2012.
كما يقوم الثنائي المتزوج -ريم وليونيد- بالاشتراك معاً في العديد من المهرجانات الدولية حيث تمثل فلسطين، وأُقيمت هذه المهرجانات في كل من مصر وإيطاليا والنرويج والبرتغال والسويد وجمهورية التشيك والأردن، وكذلك شاركت في مهرجان المرأة القوقازية الذي أُقيم في كل من تونس وسويسرا ورومانيا والدنمارك والمغرب.

## جمهورها الأوروبي

### ألبوم تهويدات من محاور الشر (Lullabies from the Axis of Evil)
اكتسبت ريم شهرتها في أوروبا بعد أن دعاها المنتج النرويجي إريك هيليستاد لمشاركة المغني كاري بريمنس الغناء في ألبوم "Lullabies from the Axis of Evil" عام 2003 .
بعد ذلك ذهبت ريم إلى أوسلو بعد أن قبلت دعوة كاري بريمنس بالذهاب إلى هناك حيث قدم المغنيان عرضا مشتركا.
ثم ألبوم «رسالة موسيقية ضد الحرب إلى الرئيس الأمريكي بوش من مغنيات من فلسطين والعراق وإيران والنرويج»، جمع هؤلاء السيدات معاً وأخريات من كوريا الشمالية وسوريا وكوبا وأفغانستان، لغناء تهويدات من ثقافاتهم في شكل ثنائي مع عرض أغانيهم باللغة الإنجليزية. مما ساهم في وصول الأغاني إلى قلوب الجمهور الغربي.

### ألبوم مرايا الروح
مرايا الروح، الألبوم الذي كُرس لجميع الفلسطينيين والمعتقلين العرب السياسيين في السجون الإسرائيلية، والذي اختلف أسلوبه عن كل أعمالها السابقة. وتم إنتاج الألبوم بالتعاون مع خمسة من النرويجيين العاملين بمجال الموسيقى، وما يميز هذا الألبوم هو امتزاج أسلوب الغناء الغربي المُسمى بوب (pop) مع أسلوب الغناء الشرقي والبنية الصوتية الشرقية إلى جانب الكلمات العربية.
بالرغم من اختلاف إسلوبها الغنائي هذا عن سابقيه، ظل محتوى المضمون الغنائي ثابتاً.
يتضمن الألبوم أغانِ يشوبها اليأس والأمل عن حياة هؤلاء الذين يكافحون للعيش، وكذلك أغنية عن الزعيم والرئيس الفلسطيني ياسر عرفات بطريقة مدروسة وخفية.

### صوت المقاومة
آخر ألبوم للراحلة ريم بنا، وضمّ 15 أغنية، 14 منهم قامت هي بكتابتهم، وأُطلق بعد شهرين من وفاتها في مركز «يابوس» في القدس.

## رسالة ريم الفنية
تحمل ريم رسالة فنية واضحة في موسيقاها، وهي تسليط الضوء على معاناة الشعب الفلسطيني خاصة الضفة الغربية، وإحياء التراث الفلسطيني.
كما تطمح إلى تحقيق عدة أهداف منها:
- رفع مستوى الأغنية العربية الفلسطينية التراثية وغير التراثية إلى مستوى الأغنية العالمية.
- تنمية القدرة على الاستماع إلى الموسيقى والغناء الرائج إلى مستوى عربي ودولي مناسب إلى جانب تحرير الأغنية العربية من المؤثرات السلبية.[11]

## آخر أعمالها
كانت سلسلة حلقات «خاطرة في القاطرة» هي آخر ما قدمته ريم بنا على منصة التواصل الاجتماعي «يوتيوب» من إنتاج قناة AJ+ عربي. قدمت «البنا» البرنامج من وحي تجربتها الشخصية في مقاومة مرضها وخسارة صوتها الذي اعتبرته سلاحًا تقاوم فيه الاحتلال. البرنامج تضمن 6 حلقات في مواضيع مختلفة وشملت التميز، التفاؤل، المقاومة، الألوان، النجاح، الفراق.

## وفاتها
تُوفيت ريم البنا في 24 مارس 2018 بعد صراعٍ طويل مع سرطان الثدي، حيثُ كانت قد أُصيبت به للمرة الأولى في عام 2009، وشُفيت منه لفترة ثم عاودها المرض مرة أخرى في عام 2015، وأعلنت توقفها عن الغناء في 2016.

## ألبومات
- 1985 - جفرا.
- 1986 - دموعك يا أمي.
- 1993 - الحلم.
- 1995 - قمر أبو ليلة (ألبوم للأطفال).
- 1996 - مكاغاة (ألبوم للأطفال).
- 2001 - وحدها بتبقى القدس.
- 2003 - كريبّروم Krybberom مع جوقة سكروك SKRUK (ألبوم تراتيل ميلادية - مشاركة مع العديد من الفنانين العالميين).
- 2003 - تهويدات من محاور الشر Lullabies from the Axis of Evil
- 2005 - مرايا الروح، ألبوم مرفوع إلى الأسرى والمعتقلين الفلسطينيين والعرب في السجون الإسرائيلية.
- 2006 - لم تكن تلك حكايتي، ألبوم مرفوع إلى الشعب اللّبناني والفلسطيني.
- 2007 - مواسم البنفسج، أغاني حب من فلسطين.
- 2008 - أغانٍ عبر جدار الفصل Songs across Walls of Separation مشاركة مع العديد من الفنانين العالميين.
- 2009 - نوّار نيسان، أغاني أطفال، مُهداة إلى الأطفال الفلسطينيين اللاّجئين.
- 2010 - صرخة من القدس: بمشاركة فنانين فلسطينيّينة.
- 2011 - أوبريت بكرا.
- 2013 - تجلّيات الوَجْد والثورة.
- 2014 - أغانٍ من ربيع مسروق Songs from a Stolen Spring مشاركة مع العديد من الفنانين العالميين.
- 2018- صوت المقاومة

## تكريمات وجوائز
- 1994 - حصلت ريم بنّا على تكريم «شخصيّة العام» وحصلت أيضاً على لقب «سفيرة السلام» في إيطاليا.
- 1996 - في أوسلو – النرويج، درع «مسرح IBSEN القومي» (النرويج).
- 1996 - في آلما آتا – كازخستان، في «المهرجان العالمي للأغنية - صوت آسيا» درع«بلدية آلما-آتا» (كازخستان).
- 1997 - «شخصيّة العام» من «وزارة المرأة» في تونس.
- 1998 - «شخصيّة العام» من محافظ مدينة باجة - تونس.
- 2000 - فازت الفنانة ريم بنا «بجائزة فلسطين للغناء للعام».
- 2013 - جائزة ابن رشد للفكر الحر.

## وصلات خارجية
- ريم بنا على موقع ميوزك برينز (الإنجليزية)
- ريم بنا على موقع أول ميوزيك (الإنجليزية)
- ريم بنا على موقع ديسكوغز (الإنجليزية)

- - الموقع الرسمي لريم بنا نسخة محفوظة 2 يونيو 2010 على موقع واي باك مشين.
- - مقال عن ريم بنا
- - ريم بنا تغني لاطفال غزة عبر الفيديو كونفرنس
- The Mirrors Of My soul valley Entertainment By Robert Kaye
- Rim Banna Biography
- قناة ريم بنا على اليوتيوب